# ATP Challenger Potchefstroom
Das ATP Challenger Potchefstroom (offizieller Name: Potchefstroom Challenger) war ein 2020 und 2021 stattfindendes Tennisturnier in Potchefstroom, Südafrika. Es war Teil der ATP Challenger Tour und wurde im Freien auf Hartplatz ausgetragen. Wegen der Hochstufung der Coronavirus-Krise durch die WHO als Pandemie wurden die erste Ausgabe des Turniers Mitte der Woche abgesagt.

## Liste der Sieger

### Einzel
| Jahr     | Sieger              | Finalgegner          | Ergebnis            |
| -------- | ------------------- | -------------------- | ------------------- |
| 2021 (2) | Jenson Brooksby     | Teimuras Gabaschwili | 2:6, 6:3, 6:0       |
| 2021 (1) | Benjamin Bonzi      | Liam Broady          | 7:5, 6:4            |
| 2020     | Turnier abgebrochen | Turnier abgebrochen  | Turnier abgebrochen |

### Doppel
| Jahr     | Sieger                          | Finalgegner                   | Ergebnis            |
| -------- | ------------------------------- | ----------------------------- | ------------------- |
| 2021 (2) | Raven Klaasen Ruan Roelofse     | Julien Cagnina Zdeněk Kolář   | 6:4, 6:4            |
| 2021 (1) | Marc-Andrea Hüsler Zdeněk Kolář | Peter Polansky Brayden Schnur | 6:4, 2:6, [10:4]    |
| 2020     | Turnier abgebrochen             | Turnier abgebrochen           | Turnier abgebrochen |